# Edward Dawkins
Edward „Eddie“ James Dawkins (* 21. Juli 1989 in Invercargill) ist ein ehemaliger neuseeländischer Bahnradsportler. Neben Ethan Mitchell und Sam Webster war er der dominierende neuseeländische Sportler in den Kurzzeitdisziplinen auf der Bahn in den 2000er und 2010er Jahren; auch international waren die drei Fahrer, oft gemeinsam, erfolgreich.

## Sportliche Laufbahn
2005 konnte Edward Dawkins, Spezialist für Kurzzeitdisziplinen auf der Bahn, erste internationale Erfolge verbuchen: Bei den Bahnmeisterschaften von Ozeanien in Wanganui gewann er im Teamsprint der Junioren die Goldmedaille gemeinsam mit Elijah May und Simon van Velthooven; im Keirin und 1000-Meter-Zeitfahren belegte er jeweils den dritten Platz. Als Junior konnte er national und international weitere Podiumsplätze erringen, so wurde er 2007 Vize-Weltmeister der Junioren über den Kilometer in Aguascalientes.
2010 wurde Dawkins zweifacher Neuseeländischer Meister bei der Elite im Zeitfahren sowie im Sprint. Beim Weltcuprennen 2010 in Peking belegte er den ersten Platz im Sprint, und bei den UCI-Bahn-Weltmeisterschaften 2010 in Kopenhagen belegte das neuseeländische Trio mit Dawkins, Adam Stewart, und Sam Webster Platz 5. Bei den Commonwealth Games 2010 fuhr er im Teamsprint auf den zweiten und im Zeitfahren auf den dritten Platz.
Bei den UCI-Bahn-Weltmeisterschaften 2013 in Minsk wurde Dawkins gemeinsam mit Ethan Mitchell und Sam Webster Vize-Weltmeister im Teamsprint. Am 17. November desselben Jahres stellte er mit 10,02 Sekunden über 200 Meter einen neuen nationalen Rekord auf. 2016 konnte das Trio aus Neuseeland seinen WM-Erfolg im Teamsprint wiederholen.
2016 wurde Edward Dawkins für die Teilnahme an den Olympischen Spielen in Rio de Janeiro nominiert, wo er gemeinsam mit Sam Webster und Ethan Mitchell die Silbermedaille im Teamsprint errang. Im Sprint belegte er Platz 15 und im Keirin Platz 17. Im Jahr darauf errang er drei Titel: Er wurde zum dritten Mal mit Webster und Mitchell Weltmeister im Teamsprint sowie zweifacher Ozeanienmeister. Bei den Commonwealth Games 2018 gewann er drei Medaillen: Gemeinsam mit Sam Webster und Ethan Mitchell Gold im Teamsprint, Silber im 1000-Meter-Zeitfahren sowie Bronze im Keirin.
2019 gewann Dawkings beim Lauf des Weltcups im heimischen Cambridge im Keirin und im Teamsprint. Gemeinsam mit Webster und Mitchell wurde er ein weiteres Mal Ozeanienmeister im Teamsprint, im Sprint und im Keirin errang er Silber. Im Februar 2019 überraschte der Kurzzeitspezialist Dawkins, als er gemeinsam mit dem Verbandsteam von Southland aus Nick Kergozou, Thomas Sexton und Corbin Strong nationaler Meister in der Ausdauerdisziplin Mannschaftsverfolgung wurde. I
Im April 2020 erklärte Edward Dawkins seinen Rücktritt vom aktiven Sport. Dieser sei ursprünglich nach den Olympischen Spielen 2020 in Tokio geplant gewesen. Da diese nun nicht stattfinden würden, trete er sofort zurück. Dawkins absolvierte bereits Trainerkurse am World Cycling Centre des Weltradsportverbandes UCI im schweizerischen Aigle.

## Erfolge
2005
- Ozeanienspiele – Teamsprint (mit Elijah May und Simon van Velthooven)

2006
- Ozeanienspiele – Sprint

2007
- Junioren-Weltmeisterschaft – 1000-Meter-Zeitfahren
- Ozeanische Radsportmeisterschaften – 1000-Meter-Zeitfahren
- Neuseeländischer Junioren-Meister – 1000-Meter-Zeitfahren, Teamsprint (mit Hamish Presbury und James Williamson)

2010
- Bahnrad-Weltcup in Peking – Sprint
- Commonwealth Games – Teamsprint (mit Sam Webster und Ethan Mitchell)
- Commonwealth Games – 1000-Meter-Zeitfahren
- Neuseeländischer Junioren-Meister – 1000-Meter-Zeitfahren, Sprint

2011
- Weltmeisterschaft – Teamsprint (mit Sam Webster und Ethan Mitchell)

2012
- Weltmeisterschaft – Teamsprint (mit Sam Webster und Ethan Mitchell)

2013
- Weltmeisterschaft – Teamsprint (mit Sam Webster und Ethan Mitchell)
- Bahnrad-Weltcup in Aguascalientes – Teamsprint (mit Matthew Archibald, Sam Webster und Ethan Mitchell)
- Ozeanienmeister – Teamsprint (mit Matthew Archibald und Sam Webster)
- Ozeanische Radsportmeisterschaft – Sprint, Keirin

2014
- Weltmeister – Teamsprint (mit Sam Webster und Ethan Mitchell)
- Commonwealth Games – Sprint
- Ozeanienmeister – Teamsprint (mit Matthew Archibald und Sam Webster)
- Ozeanische Radsportmeisterschaft – Sprint

2015
- Weltmeisterschaft – Keirin
- Ozeanienmeister – Teamsprint (mit Sam Webster und Ethan Mitchell)

2016
- Olympische Spiele – Teamsprint (mit Sam Webster und Ethan Mitchell)
- Weltmeister – Teamsprint (mit Sam Webster und Ethan Mitchell)
- Ozeanienmeister – Teamsprint (mit Sam Webster und Ethan Mitchell)

2017
- Weltmeister – Teamsprint (mit Sam Webster und Ethan Mitchell)
- Bahnrad-Weltcup in Los Angeles – Teamsprint (mit Sam Webster und Ethan Mitchell)
- Weltcup in Milton – Teamsprint (mit Ethan Mitchell und Sam Webster)
- Ozeanienmeister – Keirin, Teamsprint (mit Sam Webster und Ethan Mitchell)
- Ozeanienmeisterschaft – Sprint

2017/18
- Ozeanienmeister – Teamsprint (mit Sam Webster und Ethan Mitchell)
- Sieger Commonwealth Games – Teamsprint (mit Sam Webster und Ethan Mitchell)
- Commonwealth Games – 1000-Meter-Zeitfahren
- Commonwealth Games – Keirin

2018/19
- Ozeanienmeister – Teamsprint (mit Sam Webster und Ethan Mitchell)

2019
- Weltcup in Cambridge – Keirin, Teamsprint (mit Ethan Mitchell und Sam Webster)
- Neuseeländischer Meister – Sprint, Keirin, Teamsprint (mit Nick Kergozou und Bradly Knipe), Mannschaftsverfolgung (mit Nick Kergozou, Thomas Sexton und Corbin Strong)

2019/20
- Ozeanienmeister – Teamsprint (mit Sam Webster und Ethan Mitchell)
- Ozeanienmeisterschaft – Sprint, Keirin

2020
- Neuseeländischer Meister – Keirin